# Wilmington (Delaware)
Wilmington er den største by i delstaten Delaware i USA. Byen har 70.898(2020) indbyggere. Wilmington er administrativt center i Countiet New Castle.

## Ekstern henvisning
- Wikimedia Commons har flere filer relateret til Wilmington (Delaware)
- Wilmingtons hjemmeside (engelsk)